# Gymnadenia borelii
Gymnadenia borelii là một loài thực vật có hoa trong họ Lan. Loài này được (L.C. Lamb.) Rouy mô tả khoa học đầu tiên năm 1912.